# Coppa del Mondo di skeleton 2001
La Coppa del Mondo di skeleton 2000/01, quindicesima edizione della manifestazione organizzata dalla Federazione Internazionale di Bob e Skeleton, è iniziata il 1º dicembre 2000 a Winterberg, in Germania e si è conclusa il 17 febbraio 2001 a Park City, negli Stati Uniti. Furono disputate dieci gare: cinque per quanto concerne gli uomini e altrettante per le donne in cinque località diverse.
Nel corso della stagione si tennero anche i campionati mondiali di Calgary 2001, in Canada, competizione non valida ai fini della Coppa del Mondo.
Vincitori delle coppe di cristallo, trofeo conferito ai vincitori del circuito, furono lo statunitense Lincoln DeWitt per gli uomini, alla sua prima affermazione nel massimo circuito mondiale, e la britannica Alex Coomber per le donne, al suo secondo trofeo consecutivo dopo quello conquistato nella stagione precedente.

## Risultati

### Uomini
| Data             | Località   | Primi classificati         | Secondi classificati       | Terzi classificati         |
| ---------------- | ---------- | -------------------------- | -------------------------- | -------------------------- |
| 1º dicembre 2000 | Winterberg | Jeff Pain Canada           | Jim Shea Stati Uniti       | Kazuhiro Koshi Giappone    |
| 9 dicembre 2000  | Igls       | Gregor Stähli Svizzera     | Lincoln DeWitt Stati Uniti | Kazuhiro Koshi Giappone    |
| 16 dicembre 2000 | La Plagne  | Jim Shea Stati Uniti       | Philippe Cavoret Francia   | Lincoln DeWitt Stati Uniti |
| 3 febbraio 2001  | Nagano     | Kazuhiro Koshi Giappone    | Lincoln DeWitt Stati Uniti | Jeff Pain Canada           |
| 16 febbraio 2001 | Park City  | Lincoln DeWitt Stati Uniti | Martin Rettl Austria       | Gregor Stähli Svizzera     |

### Donne
| Data             | Località   | Prime classificate       | Seconde classificate      | Terze classificate          |
| ---------------- | ---------- | ------------------------ | ------------------------- | --------------------------- |
| 2 dicembre 2000  | Winterberg | Steffi Hanzlik Germania  | Maya Pedersen Svizzera    | Alex Coomber Regno Unito    |
| 8 dicembre 2000  | Igls       | Alex Coomber Regno Unito | Steffi Hanzlik Germania   | Tricia Stumpf Stati Uniti   |
| 16 dicembre 2000 | La Plagne  | Alex Coomber Regno Unito | Tricia Stumpf Stati Uniti | Lea Ann Parsley Stati Uniti |
| 3 febbraio 2001  | Nagano     | Steffi Hanzlik Germania  | Alex Coomber Regno Unito  | Monique Riekewald Germania  |
| 16 febbraio 2001 | Park City  | Alex Coomber Regno Unito | Michelle Kelly Canada     | Maya Pedersen Svizzera      |

## Classifiche

### Uomini
| Pos. | Nome pilota      | Nazione     | WIN | IGL | LPL | NAG | PKC | Punti |
| ---- | ---------------- | ----------- | --- | --- | --- | --- | --- | ----- |
| 1    | Lincoln DeWitt   | Stati Uniti | 12  | 2   | 3   | 2   | 1   | 201   |
| 2    | Kazuhiro Koshi   | Giappone    | 3   | 3   | 5   | 1   | 6   | 199   |
| 3    | Jim Shea         | Stati Uniti | 2   | 6   | 1   | 7   | 4   | 194   |
| 4    | Jeff Pain        | Canada      | 1   | 18  | 7   | 3   | 5   | 169   |
| 5    | Gregor Stähli    | Svizzera    | 5   | 1   | 15  | -   | 3   | 143   |
| 6    | Martin Rettl     | Austria     | 19  | 5   | 9   | 9   | 2   | 143   |
| 7    | Philippe Cavoret | Francia     | 13  | 13  | 2   | 5   | 12  | 138   |
| 8    | Chris Soule      | Stati Uniti | 4   | 10  | 8   | 11  | 8   | 136   |
| 9    | Kristan Bromley  | Regno Unito | 9   | 12  | 6   | 8   | 13  | 123   |
| 10   | Pascal Richard   | Canada      | 6   | 7   | 22  | 4   | 23  | 118   |

### Donne
| Pos. | Nome pilota       | Nazione     | WIN | IGL | LPL | NAG | PKC | Punti |
| ---- | ----------------- | ----------- | --- | --- | --- | --- | --- | ----- |
| 1    | Alex Coomber      | Regno Unito | 3   | 1   | 1   | 2   | 1   | 139   |
| 2    | Steffi Hanzlik    | Germania    | 1   | 2   | 5   | 1   | 4   | 124   |
| 3    | Maya Pedersen     | Svizzera    | 2   | 9   | 4   | 4   | 3   | 101   |
| 4    | Tricia Stumpf     | Stati Uniti | 5   | 3   | 2   | 7   | 5   | 99    |
| 5    | Michelle Kelly    | Canada      | 6   | 7   | 6   | 8   | 2   | 85    |
| 6    | Lea Ann Parsley   | Stati Uniti | 4   | 6   | 3   | 10  | 7   | 84    |
| 7    | Monique Riekewald | Germania    | 7   | 4   | 7   | 3   | 11  | 81    |
| 8    | Deanna Panting    | Canada      | 10  | 10  | 12  | 5   | 8   | 62    |
| 9    | Diana Sartor      | Germania    | 15  | 5   | 18  | 6   | 6   | 59    |
| 10   | Ursi Walliser     | Svizzera    | 9   | 15  | 8   | 9   | 10  | 54    |